# Вейэнд, Фредерик Карлтон

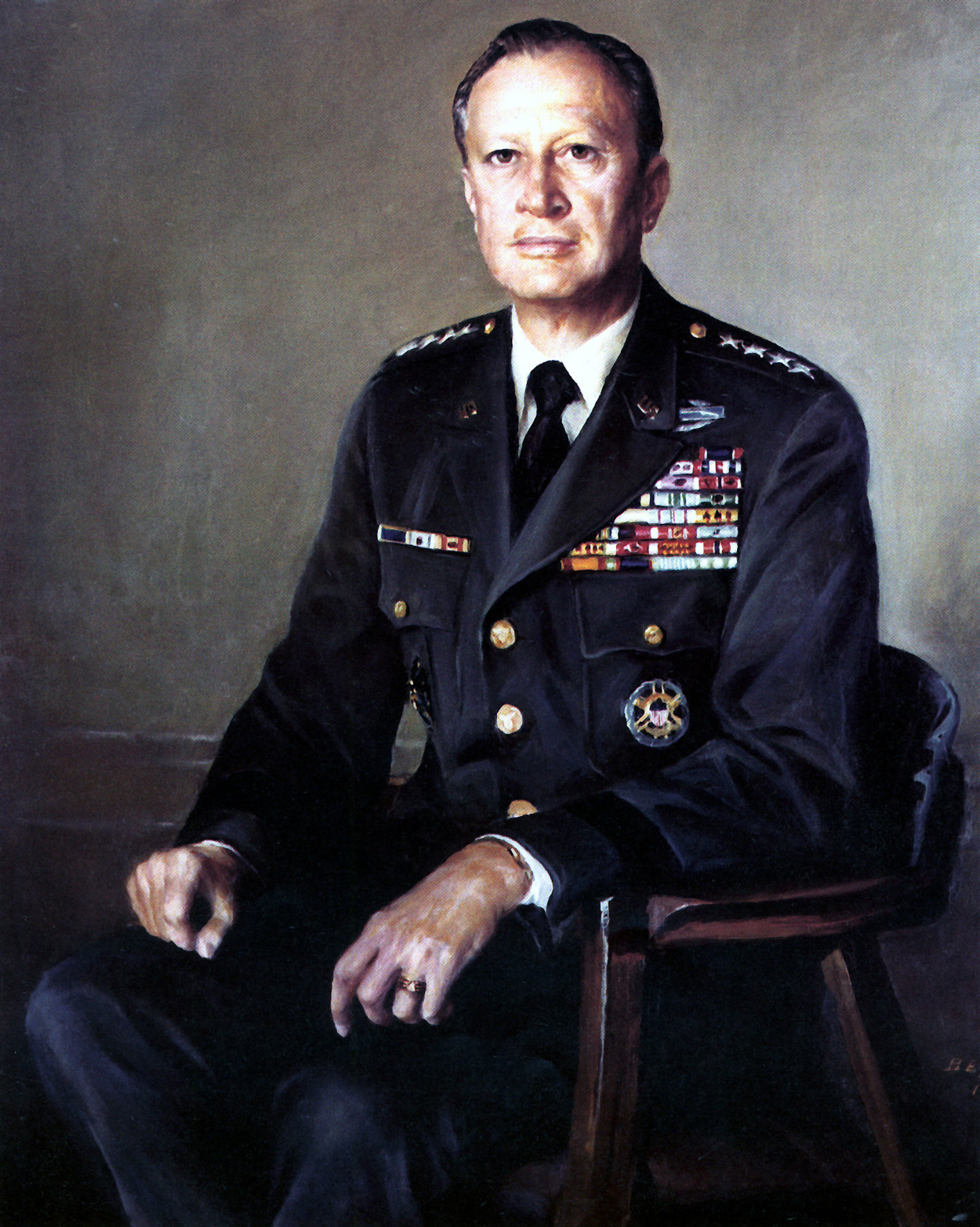
Портрет Фредерика Вейэнда

Фредерик Карлтон Вейэнд (англ. Frederick Carlton Weyand; 15 сентября 1916 — 10 февраля 2010) — генерал Армии США. Во время Вьетнамской войны был последним командующим американскими войсками во Вьетнаме (1972—1973), в дальнейшем занимал пост начальника штаба Армии США.
Родился в Арбакл, Калифорния. В 1939 году закончил Калифорнийский университет в Беркли, годом ранее получил звание 2-го лейтенанта после прохождения курсов подготовки офицеров резерва (ROTC). В 1940 году начал службу в регулярных вооружённых силах. В период Второй мировой войны занимал ряд постов, в 1944—1945 годах был начальником штаба разведки на китайско-бирманско-индийском театре военных действий.
В 1950 году Вейэнд окончил Пехотную школу в Форт-Беннинг. Принимал участие в Корейской войне, командуя батальоном, получил Серебряную звезду. В 1958 году окончил Штабной колледж Армии США, в дальнейшем служил в Европе.
В 1964 году Вейэнд принял командование 25-й пехотной дивизией, базировавшейся на Гавайях. В 1966 году его дивизия была переброшена в Южный Вьетнам, где принимала активное участие в боевых действиях западнее Сайгона. Его успехи на этой должности привели к тому, что в 1967 году он был назначен командиром II полевого корпуса Армии США во Вьетнаме, зона ответственности которого охватывала все провинции вокруг Сайгона и в дельте Меконга. Во время Тетского наступления в январе—феврале 1968 года принятые Вейэндом решения сыграли ключевую роль в срыве планов НФОЮВ по захвату Сайгона.
В 1969—1970 годах был военным консультантом на Парижских мирных переговорах между США и Северным Вьетнамом. В 1970 году вернулся во Вьетнам, став заместителем главы Командования по оказанию военной помощи Вьетнаму Крейтона Абрамса. В июне 1972 года Вейэнд сменил своего начальника, командуя теперь всеми американскими войсками в Южном Вьетнаме. К этому времени США уже почти не принимали участия в наземных военных действиях, и основной задачей Вейэнда стал контроль процесса «вьетнамизации». В марте 1973 года последние американские солдаты покинули Вьетнам, и Командование было расформировано.
В западных публикациях неоднократно цитировалось одно из высказываний Вейэнда, которым он дал свою оценку опыта войны во Вьетнаме:

Нам нужно высказаться, как военным профессионалам и мы должны предупредить американских политиков и американское общество. Не бывает таких вещей, как «чудная маленькая войнушка». Не бывает таких вещей как война, которая по карману. Ибо война — это смерть и разрушение. И американский способ воевать — самый бесчеловечный, смертоносный и устрашающий...
Оригинальный текст (англ.)As military professionals we must speak out. We must counsel our political leaders and alert the American public that there is no such thing as a "splendid little war." There is no such thing as a war fought on the cheap. War is death and destruction. The American way of war is particularly violent, deadly and dreadful.
— Sarkesian S. Low Intensity Conflict: Concepts, Principles, and Policy Guidelines (англ.) // Air University Review : журнал. — 1985. — Январь-февраль. Архивировано 1 мая 2017 года.
В октябре 1974 — сентябре 1976 года Фредерик Вейэнд был начальником штаба Армии США, после чего ушёл в отставку.
Вейэнд умер 10 февраля 2010 года в доме престарелых в Гонолулу, Гавайи. У него остались жена Мэри, трое детей и пятеро внуков.